# Aristil
Aristil (tudi Aristilos) [aristíl/aristílos] (latinsko Aristillus), starogrški astronom in filozof, * okoli 300 pr. n. št., verjetno otok Samos, Jonija, Grčija, † okoli 230 pr. n. št.

## Življenje in delo
Aristil je bil Evklidov (365-275 pr. n. št.), Aratov in Aristarhov mlajši sodobnik. Delal je v Aleksandrijski knjižnici.
Okoli leta 300(296)/280 pr. n. št. (272) je s Timoharisom izdelal prvi na zahodu omenjeni zvezdni katalog, ki se ni ohranil, vendar ga je poznal Hiparh, ki ga je lahko primerjal s svojim iz leta 129 pr. n. št., danes prav tako neohranjenim. Aristil je med letoma 280 in 240 pr. n. št. dopolnil Timoharisov katalog še s koordinatami šestih svetlih zvezd. S primerjavo tega kataloga, zapiskov kaldejskih astronomov in predvsem prav gotovo Kidinujevih zapiskov je Hiparh po natančnem opazovanju in primerjavi lahko potrdil svoje odkritje precesije enakonočij.
Timoharis in Aristil sta uporabljal babilonsko delitev kroga na šestdeset delov - 60 stopinj.

## Priznanja
Poimenovanja
Po njem se imenuje udarni krater na Luni Aristil (Aristillus). Njegovi Lunini koordinati sta 33,9° severno; 1,2° vzhodno, premer 55 km in globina 3,6 km.